# 人間宣言
《人间宣言》是日本昭和天皇於1946年1月1日发表的诏书《關於新日本建設的詔書》之通稱。日語「人間」意即人類。诏书后半部分否定了天皇做為“现代人世间的神”的地位，宣告天皇也是仅具有人性的普通人，从某种意义上减弱了长久以来存在日本国民心中的忠君思想。

## 诏书梗概
1946年元旦，昭和天皇对全日本做新年演说。因为1946年是第二次世界大战結束后第一年，诏书的内容大致是日本的战后建设发展相关的一些内容。其官方全名为，通称（关于新日本建设的诏书）。该诏书總字數1,000字，其中100余字提到了否认天皇是神，因此该诏书又称「人間宣言」。然而，人間宣言雖然否定了“天皇是神”，但字面上并没有否定“天皇和日本国民的祖先是日本神话中的神”，也没有否定過去历代天皇的神格或废止相应的神圣仪式。

### 内容
所谓“人间宣言”的内容在诏书中只占很小一部分，如下。

 — 
翻译：
朕与尔等国民之间的纽带，始终由互相之信赖和敬爱所结成，而非單依神话和传说而生；也不是基于“认为天皇是现世神，同时日本國民比其他民族更加优越，从而应当享有控制世界的命运”这种虚幻的概念。
 — 《关于新日本建设的诏书》节选